# Chris Harris (Footballspieler, 1989)
Christopher „Chris“ Harris Jr. (geboren am 18. Juni 1989 in Tulsa, Oklahoma) ist ein ehemaliger US-amerikanischer American-Football-Spieler auf der Position des Cornerbacks. Harris spielte College Football für die University of Kansas. Am 27. Juli 2011 unterzeichnete er einen Vertrag als nicht gedrafteter Free Agent bei den Denver Broncos in der National Football League (NFL), anschließend spielte er auch für die Los Angeles Chargers und die New Orleans Saints.
In seiner ersten Saison wurde Harris ins NFL All Rookie Team gewählt. Er gewann in der Saison 2015 mit den Denver Broncos den Super Bowl 50. Außerdem ist er bekannt für seine Wohltätigkeitsarbeit durch seine Chris Harris Jr. Foundation, die er 2012 gründete und bei der er sich für hilfsbedürftige Kinder einsetzt.

## Karriere
Chris Harris wurde in Tulsa im US-Bundesstaat Oklahoma geboren und besuchte die Bixby High School in Bixby, Oklahoma, wo er in den Schulmannschaften für Football, Basketball und Leichtathletik aktiv war.
Harris bekam durch seine Leistungen als Juniorenspieler im Staat Oklahoma viel Aufmerksamkeit. Er erzielte im Jahr 2006 insgesamt 61 Tackles, vier Interceptions und sieben verteidigte Pässe.
In seinem letzten Jahr an der Highschool fing er 23 Bälle für 839 Yards Raumgewinn.
Harris verhalf der Bixby High School zum zweiten Platz in der nationalen Meisterschaft 2005 von Oklahoma und war in den Jahren 2005 und 2006 in den Champions Teams Oklahomas vertreten.
Außerdem wurde er vom Bixby Optimist Club als einer der 50 besten Schüler des Jahrgangs 2006 ausgezeichnet.
Zur Saison 2020 wechselte Harris von den Denver Broncos zu den Los Angeles Chargers.
Am 4. Oktober 2022 nahmen die New Orleans Saints Harris zunächst für ihren Practice Squad unter Vertrag.
Nachdem er in der Saison 2023 nicht gespielt hatte, gab Harris im April 2024 sein Karriereende bekannt.